# Suối Làng Chôi
Suối Làng Chôi là một con suối đổ ra Sông Sào. Suối Làng Chôi chảy qua các tỉnh Nghệ An, Thanh Hoá .
Suối có chiều dài 17 km và diện tích lưu vực là 59 km² .